# Laran (Hautes-Pyrénées)
Laran is een gemeente in het Franse departement Hautes-Pyrénées (regio Occitanie) en telt 44 inwoners (2009). 

## Geografie
De oppervlakte van Laran bedraagt 3,44 km², de bevolkingsdichtheid is dus 12,8 inwoners per km².

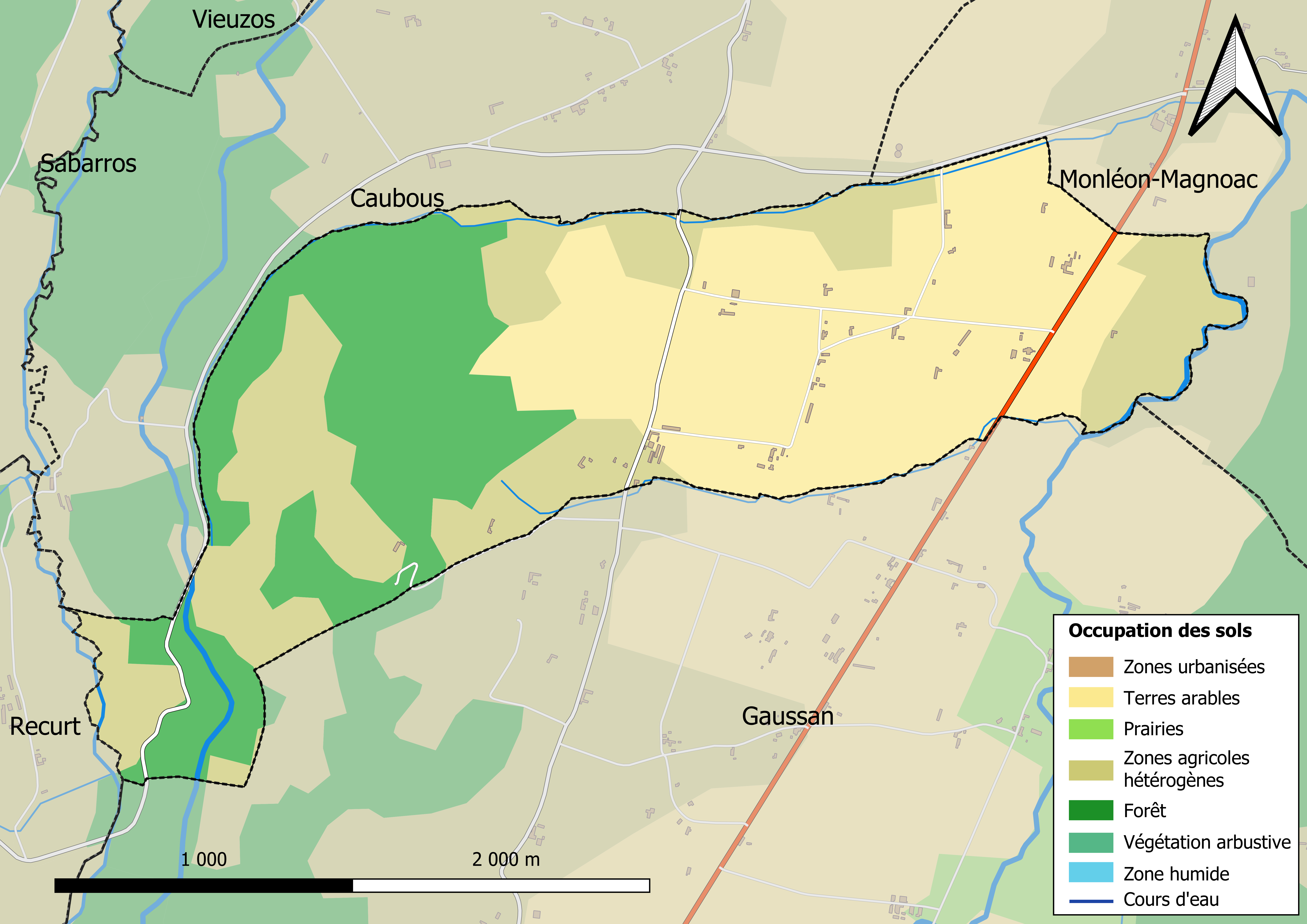
Kaart van de gemeente met belangrijkste infrastructuur, bodemgebruik en omliggende gemeenten

## Demografie
Onderstaande figuur toont het verloop van het inwonertal (bron: INSEE-tellingen).

1. ↑  Populations de référence 2022.